# 55年体制
55年体制（ごじゅうごねんたいせい）は、日本において、1955年（昭和30年）以降長らく続いた自由民主党・日本社会党（+その他）の2:1の構図による政治体制。1955年の社会党再統一と保守合同で始まり、1993年（平成5年）の衆議院議員総選挙において、自民党議員らが分裂による過半数割れ、社会党も惨敗となるなか、多数誕生した新党が議席を伸ばし、非自民党連立政権となる細川内閣が成立したことで55年体制は崩壊した。
初出は1964年（昭和39年）に、政治学者の升味準之輔が発表した論文「1955年の政治体制」（『思想』1964年4月号）である。1960年代当時、左右統一した社会党が再び分裂し社会党と民社党になり、さらに公明党が台頭、新党が乱立する時代となっていた。
55年体制時代は与党第1党自由民主党が国政選挙で単独過半数を占め続けることで政権を維持し続けた一方、野党第1党日本社会党とその他非自社政党の合計で3分の1を占め、憲法改正による軍拡を阻止していたことから、与党の自民党は、改憲を志向しつつも軽武装・内政重視の路線を行った。
野党第一党の社会党は途中から過半数の候補者を選挙に擁立自体せず、政権交代は狙わない万年野党である代わりに、憲法改正を発議させない3分の2の議席阻止と労働組合の維持を狙った。野党第三勢力の民社党と公明党は社公民路線や自公民路線などで自社両党に接触し、日本共産党は社会党との革新陣営内対立はありながらも社共路線を取ったりしていた。
政治とカネのスキャンダルによって自民党が国民の信頼を年々減らしていく一方、ソ連崩壊で冷戦が終結し、自由民主主義の勝利に終わると、自由民主主義か社会主義（共産主義）かという保革イデオロギー対立の重要度は薄まった。以降の1990年代の政界再編期に入り、旧来の保革イデオロギー対立は、冷戦の終結とも呼応して、政党間対立軸としての重要性を低下させ、政治改革（中選挙区制廃止などの選挙制度改革）への賛否が対立軸となった。
右派は旧来の自民党の「保守党型大きな政府」路線と政治改革への賛否で分裂した。そして、冷戦の敗北側のイデオロギーを支持していた社会党も、旧来の投票層から政権交代を狙えない「万年（左翼）野党」の立場から政権交代を狙える中道的政党を望む声が台頭していくことで支持を失っていった。後に社会党からの移動者らも参画して誕生した民主党（1998年結党）は都市的利益を代弁している政党とみなされたことで、自民党の対抗勢力として成長した。

## 経過

### 体制成立の背景
連合国軍最高司令官総司令部（GHQ）による占領下の日本において、GHQ指令により無産政党（日本社会党や日本共産党など）が合法化される一方、同時に保守政党が乱立する事態が発生した。
一方で日本社会党は、1951年（昭和26年）に講和条約と日米安全保障条約（安保）に対する態度の違いから右派社会党・左派社会党に分裂していたが、保守政権による「逆コース」や改憲に対抗するために、「護憲と反安保」を掲げて1955年（昭和30年）に社会党再統一が行われた。この日本社会党の統一に危機感を覚えた財界からの要請で、それまで存在した日本民主党と自由党が保守合同して自由民主党が誕生し、保守政党が第1政党となった。見かけ上は二大政党制となり広く歓迎されたが、基本的な議席の割合は自民党2/3・社会党1/3であり、二大政党制の長所であるはずの政権交代円滑化に資することはなかった。自民党は「改憲・保守・安保護持」を、日本社会党は「護憲・革新・反安保」を、それぞれ標榜した。
1955年（昭和30年）当時の世界情勢はアメリカ合衆国とソビエト連邦が主導する冷戦の真っただ中であり、55年体制も冷戦という国際社会に合わせた、いわば代理戦争としての日本国内の政治構造（「国内冷戦」）であると指摘する意見がある。一方、民主的なものであったことも指摘される。政治学者ジェラルド・カーティスは、「戦後の日本の自民党一党支配体制は、民主主義的だったと思います。その中には、革新陣営には社会党や、またその時は公明党も革新の方だったから、公明党、民社党、あと共産党がいましたが、やはり自民党に対してブレーキをかける役割を果たしていましたし、野党が国民に人気のあることを提案すると、自民党はそれを自分たちの政策にしていました」と述べている。

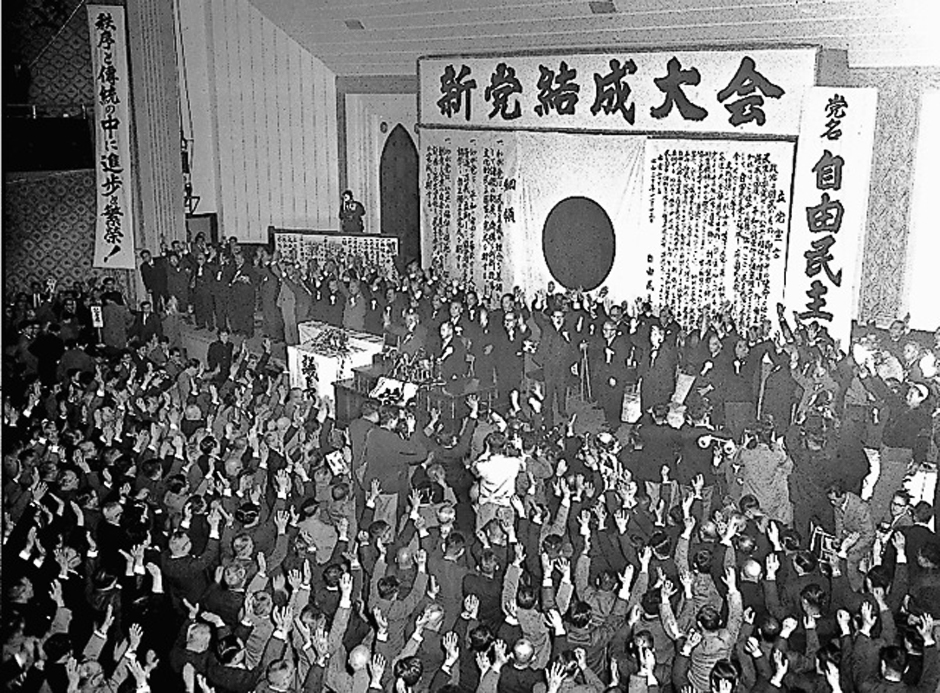
自由民主党
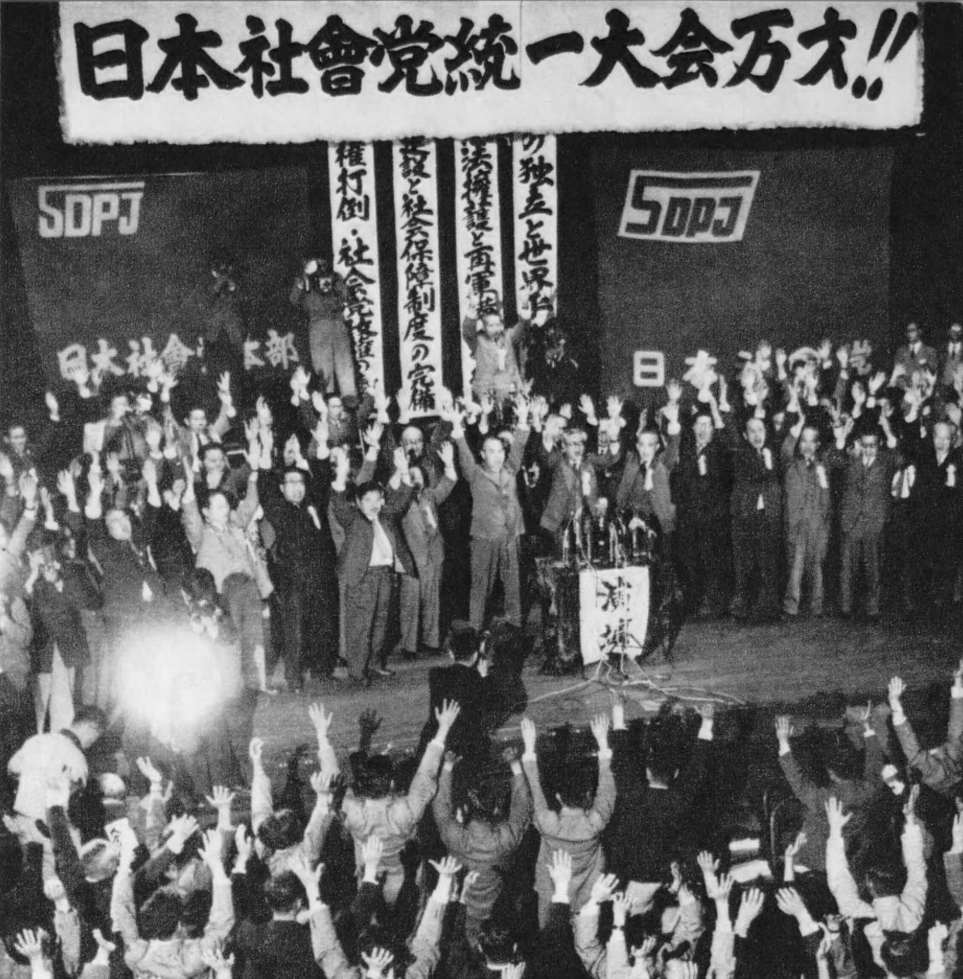
日本社会党
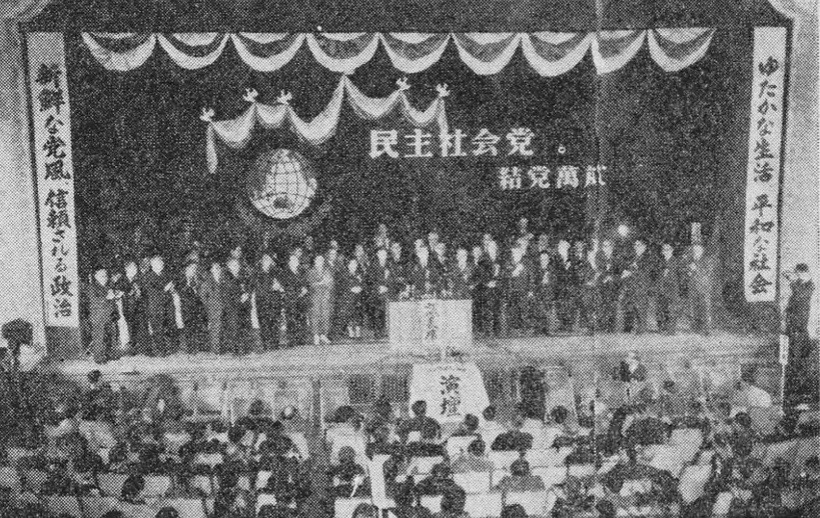
民社党
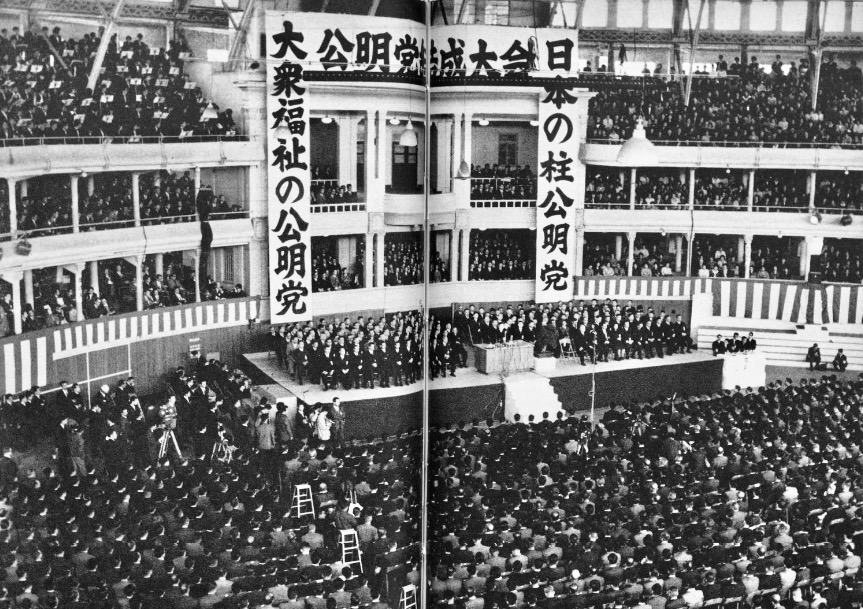
公明党
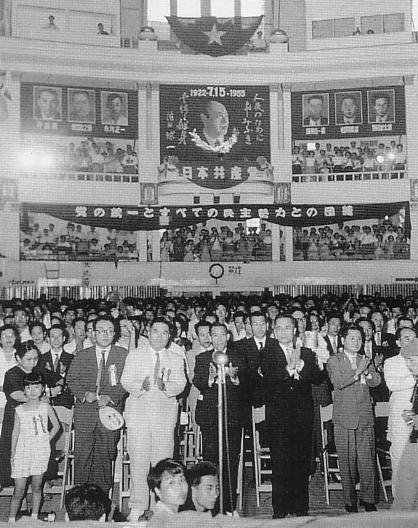
日本共産党

### 「一と二分の一」の確定

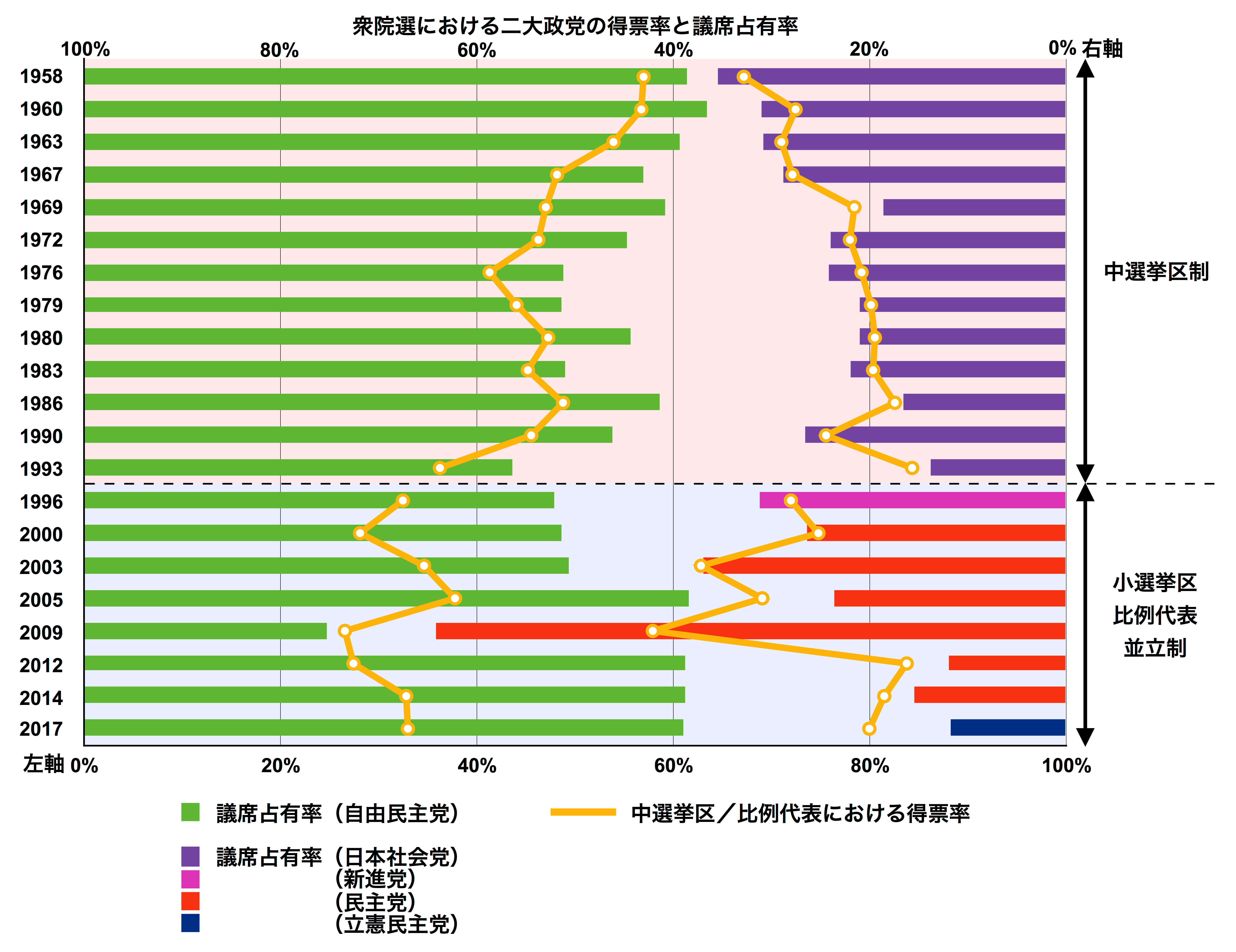
衆議院における二大政党の得票率・議席占有率（緑が自民党＝下目盛り、紫が日本社会党＝上目盛り）

自由民主党は押し付け憲法論を主張、自主憲法制定を党是に定めた。1958年（昭和33年）の総選挙では互いに過半数にのぼる候補を立て、真っ向から争った。投票率76.99%は男女普通選挙になってからでは最高の記録であり、二大政党制への国民の関心の高まりを示したものといえた。その結果、定数467で自由民主党287議席（他、追加公認11）、日本社会党166議席（他、追加公認1）となり、二大政党の公認候補だけで全体の97%の議席を占めた。これは総選挙最高峰の記録である。しかし、議席数は追加公認を含めると、自由民主党が1議席を減らしただけの圧勝であり、日本社会党は7議席を増やしたものの、護憲に必要な3分の1の議席を確保したに留まった。
このように、二大政党制といっても国会の議席数では自由民主党と日本社会党の勢力比は2:1であった。そのため、「一と二分の一政党制（一か二分の一政党制）」とも呼ばれる。この保守と革新の“2:1”の比率は、保守分裂のため社会党が第1党になった1947年（昭和22年）の総選挙の時点で既に現れていた。
55年体制は、自由民主党から日本社会党への政権交代が実現できない一方、保守政党は国会で憲法改正のための3分の2以上の議席を確保できなかったことから、政権交代と憲法改正のない体制とされる。
戦後暫くは、いわゆる諸派・ミニ政党がしばしば議席を獲得していた。しかし55年体制が久しくなると、参議院で一時的にミニ政党が進出した時期もあるが、衆議院で議席を獲得することはほとんどなくなった。

### 55年体制前半期における自由民主党内事情
初代自民党総裁は日本民主党の総裁であった党人鳩山一郎が務めたが、後継の石橋湛山が脳梗塞により退陣すると、官僚機構の扱いを心得ている商工省出身の岸信介や吉田学校の池田勇人・佐藤栄作ら官僚派がトップの座を占めるようになった。これに対して資金集めなどで党に貢献しているにもかかわらず総裁を輩出できない党人派の不平不満が高まり、中選挙区での保守票の争奪と相まって、党内では激しい派閥抗争が行われることとなった。

### 日本社会党の衰退
1960年代に入ると国民に新憲法が定着し、自由民主党の議員も改憲にはこだわらない議員が主流となった。憲法調査会（第1次）が終了したのもその流れであった。こうして、「保守本流」と呼ばれる議員たちを中心に、安全保障をアメリカに依存し、国防費の分を経済政策に当てる軽武装路線を基盤とした政策が採られることになった。「護憲と反安保」を掲げる日本社会党にとっては、対抗相手の陰が薄くなることにつながった。60年安保闘争の時代に行われた1960年の第29回衆議院議員総選挙でも、社会党は微増に留まった。
国民も「安保」体制を受け入れ始めた1960年代にあって、日本社会党はイタリア共産党に端を発する構造改革論を導入し対応しようとしたが、議会政治より社会主義革命を優先する左派によって葬られ、構改派は社会民主連合を結成して離脱した。その後は左派主導の下、「護憲と反安保、国鉄解体阻止」にこだわり続けることで支持基盤を失っていった。
日本社会党は支持基盤を労働組合に絞るようになり、1960年代末以降、総選挙のたびに公認候補者を減らす消極策を取るようになった。こうして日本社会党は政権獲得の意欲を失い、選挙のたびごとに勢力を衰退させ「長期低落傾向」と呼ばれるようになる。野党勢力は社会党・民社党・公明党・日本共産党の群雄割拠となり、一党で自由民主党に対抗出来る政党は皆無となった。こうして1975年（昭和50年）に成立した構図は「75年体制」とも呼ばれる。
田中角栄は「日本の最大の問題は野党がないことだ」「国家経営をやろうとせず、要求をしているだけだ」と語り、社会党が選挙で半数を超える候補者を擁立していないことを知っていた。一方、社会党の存在は自民党にとっても好都合であった。自民党は米国から過度の要求があれば、社会党主導の国民運動を見せつけて米国を牽制した。

### 自由民主党の初の単独過半数失墜以降
自由民主党は議席数で漸減傾向を示しつつも第1党・政権与党の座は維持し続けたが、長期政権下で汚職が続発し、田中角栄がロッキード事件で逮捕されるに至って、政治不信を招き始めた。自由民主党自体が混乱していき、1983年（昭和58年）の総選挙では自民党が結党以来初めて単独過半数を失い、新自由クラブと連立政権を組むまで追い込まれた。しかし、1986年（昭和61年）の総選挙で自民党が勝利し、再び自民党が単独過半数を獲得するなど党勢は一時的に回復した。また新自由クラブの存在は結果的に反自民票が革新陣営に流れることを阻止し、自民党を救っていたとも考えられる。
しかし、1988年（昭和63年）の「リクルート事件」、1992年（平成4年）の「東京佐川急便事件」、「金丸事件」など「政治とカネ」の問題により、国民の政治不信が頂点に達する。

### 冷戦崩壊による保革対立の低下・55年体制の崩壊
55年体制はジャパン・アズ・ナンバーワンと呼ばれた世界トップクラスの経済大国を作り、竹下登は「日本の長寿は世界一、格差がないのも世界一、それが世界一の金貸し国になった」と演説した。しかし、1989年（平成元年）から1992年（平成4年）にかけての世界規模での冷戦体制の崩壊と並行して、バブル崩壊も重なり、なおやまない政治不信が自由民主党の支持を低落させた。1980年代後半からテレビ朝日の『ニュースステーション』『朝まで生テレビ!』『サンデープロジェクト』『ビートたけしのTVタックル』といった報道・政治バラエティ番組が人気を得ていったこともそれを後押しした（これは後に椿事件として問題化した）。
自由民主党不信に日本社会党も歩調を合わせるかのように議席を減らし、1980年代後半に土井ブームなどにより一時的に回復した勢力も、やがて長期低落傾向に復する。自由民主党の失墜と、それに取って代わる実力を持たない日本社会党の不振は、体制への不満と無力感を著しく高め、無党派層、そして政治そのものへの無関心層の増大を生んだ。
米国も冷戦後の敵を「ロシア、中国、日本、ドイツ」と位置づけ、日本に対し米ソ冷戦時代の軽武装・工業国路線からの転換を迫った。
これに対し海部内閣・宮澤内閣が政治改革関連法案を提出するが、いずれも最終的に廃案となった。そして宮澤内閣の政治改革関連法案の廃案に反発した自由民主党議員が大量に離党、羽田孜・小沢一郎らによる新生党や、武村正義らによる新党さきがけが結党されるに至った（新党ブーム）。
その結果政界再編の機運が生まれ、内閣不信任決議可決による衆議院解散（嘘つき解散）を受けた1993年（平成5年）の総選挙で自由民主党離党者による新生党、新党さきがけ、細川護熙率いる日本新党が躍進し、自由民主党は大幅に過半数を割り込む結果となった。また、日本社会党も惨敗した。
総選挙前に連立協議をしていた新生党、日本社会党、公明党、民社党、社会民主連合は、日本新党の細川を首相とすることで合意し、自由民主党との連携を模索していた日本新党、新党さきがけがこれを受諾し、1993年（平成5年）8月9日に細川内閣が成立し自由民主党は初めて野党に移行した。これをもって、38年間にわたって続いた55年体制は崩壊した。
ただし、55年体制の定義の差により、体制終了の時期には他に諸説もある。一般的には上記の細川政権が発足した1993年8月9日をもって崩壊とするが、自民党と社会党が連立して自社さ連立政権が発足した1994年（平成6年）6月、衆議院第二党が社会党に代わり新進党となった1994年12月も挙げられることがある。いずれにせよこの時期（1993年 - 1994年）以降、戦後長らく続いてきた政治体制は変化していった。